# Niagara (paquebot de 1910)
Pour les articles homonymes, voir Niagara.
Le Niagara est un paquebot mixte qui est entré en service en 1909 pour le compte de la Compagnie maritime des chargeurs réunis, sous le nom de Corse. Avec trois autres paquebots identiques, il inaugure un service autour du monde qui ne rencontrera pas le succès escompté et sera supprimé en 1911.
Il est acheté par la Compagnie générale transatlantique en février 1910 et rebaptisé Niagara. Utilisé sur la ligne Le Havre—New York et pour relier le Canada au départ du Havre.
Il assure un service régulier sur la ligne de New York durant toute la Première Guerre mondiale.
En 1921, il est utilisé brièvement pour un service reliant Hambourg à New York via Le Havre.
En 1922, est transféré sur la ligne du golfe du Mexique Le Havre—La Havane—Houston, qu’il desservira jusqu’en 1930.
Il est démoli au Havre en 1931.